# Publio Valerio Levino
Publio Valerio Levino  fue un político y militar romano, cónsul de la República en 280 a. C. junto a Tiberio Coruncanio, que obtuvo como provincia el sur de Italia y la conducción de la guerra contra Pirro de Epiro, rey de Epiro.
Pirro había desembarcado recientemente en Tarento y era importante para Roma obligarlo a combatir antes de que se le unieran sus aliados italianos, mientras que él podría disponer en el campo solo de sus propias tropas y la de los tarentinos.
Lavino en consecuencia fue enviado a principios de la primavera a Lucania, donde, desde una posición fortificada que había capturado, observó los movimientos de los epirotas. Pirro, para ganar tiempo, intentó una negociación y escribió a Levino, ofreciendo un arbitraje entre Roma, Tarento y los aliados de Italia. Levino, sin embargo, sin rodeos le ordenó dejar a los romanos resolver sus propias querellas y volver a Epiro, si él deseaba que le escucharan sus propuestas.
Levino y su oponente se asentaron en las orillas opuestas del río Siris y, mientras que la batalla era inminente, un espía epirota fue capturado en las líneas romanas. Levino le mostró las legiones en armas y le mandó decir a su rey, si él tenía curiosidad acerca de los hombres romanos y sus tácticas, podía venir al campamento de Levino y verlo por sí mismo.
Levino, cuyo ejército era superior en número al del enemigo, fue derrotado en la batalla de Heraclea, su campamento fue tomado y solo la noche permitió a los fugitivos poder llegar a una ciudad de Apulia, probablemente Venusia. En el mismo año, sin embargo, defendió Capua y siguió a la retaguardia del ejército epirota tanto en su marcha a Roma como en su retirada y tan eficazmente había restaurado el coraje y la disciplina sobre sus legiones que Pirro no se atrevió a atacarlo.
El ejército de Levino, como castigo por su derrota, se mantuvo en su campamento ubicado al pie de la sierra samnita durante todo el invierno siguiente. Levino no volvió a aparecer en la guerra con Pirro.
Plutarco, en la biografía de Pirro de sus Vidas paralelas, cuenta que Cayo Fabricio Luscino dijo de la batalla que no fueron los epirotas los que vencieron a los romanos, sino que tan solo había sido Pirro quien había vencido a Levino.